# Letics György
Letics György (Óbecse, 1872. május 1. – Belgrád, 1935. november 8.) temesvári szerb ortodox püspök.

## Élete
1872-ben született Óbecsén, a helyi szerb néptanító fiaként. Gimnáziumi tanulmányait Temesváron és Újvidéken végezte, majd a karlócai szerb ortodox papnevelő intézet hallgatója lett. Teológiai tanulmányokat folytatott a csernovici egyetemen is, ahol 1897-ben doktori címet szerzett. 1895. április 5-én belépett a szerzetesi rendbe, és diakónus, majd pátriárkai protodiakónus lett. 1897. november 8-tól archidiakónus, a következő évtől szincellus és protoszincellus volt. 1901. május 7-én archimandritává nevezték ki. 1897-ben a karlócai teológiai főiskola rendes tanára lett, egyházjogot, kateketikát és pedagógiát tanított, emellett rövid ideig a belcsényi zárda főnöke volt. Tagja lett a középiskolai hittanári képesítő vizsgálati bizottságnak, a vallástani tankönyvek szerkesztésére kiküldött bizottságnak, a karlócai szerb főgimnázium gondnokságának és az érseki főegyházmegyei szentszéknek. Társszerkesztője volt a »Bogoszlovszki Glasnik« című teológiai folyóiratnak. 
Az 1902-es szerb egyháznemzeti kongresszuson a szentendrei választókerületet képviselte. Az 1903-ban részt vett az érseki főegyházmegyei gyűlésen. Irodalmi tevékenységét elismerve a szerb Matica irodalmi osztályának tagjává választotta. Milán szerb király temetésekor a szerb Szent Száva és Sándor király krusedoli zarándoklásakor a szerb Takovarend III. osztályú rendjelével tüntették ki. Sok egyházjogi és kateketikai cikke, dolgozata, értekezése jelent meg. 1902-ben adták ki A keresztény-orthodox egyház katekizmusa című művét. 
A karlócai püspöki zsinat 1903. december 10-én egyhangúlag temesvári püspökké választotta, megválasztását Ferenc József 1904. február 3-án erősítette meg. Március 27-én szentelték püspökké, temesvári püspöki székét május 12-én foglalta el. Méltóságánál fogva tagja lett a magyar Főrendiháznak. 1931-ben bánsági püspök lett. 1935-ben halt meg Belgrádban, a verseci székesegyházban temették el.

## Fordítás
Ez a szócikk részben vagy egészben  a   Georgije Letić című szerbhorvát Wikipédia-szócikk fordításán alapul.  Az eredeti cikk szerkesztőit annak laptörténete sorolja fel. Ez a jelzés csupán a megfogalmazás eredetét és a szerzői jogokat jelzi, nem szolgál a cikkben szereplő információk forrásmegjelöléseként.